# Skeuothek des Philon
Die Skeuothek des Philon (altgriechisch σκευοθήκη) war ein von dem Architekten Philon von Eleusis entworfenes und um 330 v. Chr. errichtetes Flottenarsenal im Athener Hafen Piräus, in dem Ausrüstung für rund 400 Schiffe gelagert werden konnte.
Es handelte sich um einen dreischiffigen Bau. Die zweistöckigen Seitenschiffe enthielten im unteren Stockwerke in Truhen verwahrte Segel, im oberen Stockwerk befand sich in Regalen gelagert das Tauwerk. Der Bau hatte auf jeder Langseite 33 und auf jeder Schmalseite 3 Fenster. Außerdem gab es noch Lüftungsschlitze.
Der Bau wurde im ersten Mithridatischen Krieg 86 v. Chr. von Sulla bei der Einnahme von Athen zerstört.